# Karol Piotrowicz
Karol Ludwik Piotrowicz herbu Leliwa (ur. 23 października 1901 w Bochni, zm. wiosną 1940 w Charkowie) – polski filozof, doktor nauk filozoficznych, dyrektor Biblioteki Polskiej Akademii Umiejętności (PAU), członek Zarządu Głównego Towarzystwa Historycznego, członek POW, porucznik piechoty rezerwy piechoty Wojska Polskiego, ofiara zbrodni katyńskiej.

## Życiorys
Był synem Sebastiana i Marii z domu Mrugacz. Działał w Polskiej Organizacji Wojskowej, a następnie od 1918 roku służył w Wojsku Polskim, biorąc czynny udział w działaniach wojennych z lat 1918–1921 jako żołnierz w szeregach 44 pułku piechoty, 123 pułku piechoty oraz 31 pułku piechoty. Po przejściu do rezerwy ukończył studia na Uniwersytecie Jagiellońskim oraz Szkołę Podoficerów Zawodowych Piechoty. W 20-leciu międzywojennym był między innymi dyrektorem Biblioteki PAU oraz członkiem Zarządu Głównego Towarzystwa Historycznego. Przed wyborami do Rady Miasta Krakowa z 1938 został sekretarzem Prezydium Polskiego Bloku Katolickiego. 
Był przydzielony do 20 pułku piechoty Ziemi Krakowskiej. Na stopień porucznika został mianowany ze starszeństwem z 1 stycznia 1936 i 50. lokatą w korpusie oficerów rezerwy piechoty.
Po wybuchu II wojny światowej i agresji ZSRR na Polskę w 1939 dostał się do niewoli sowieckiej i był przetrzymywany w obozie w Starobielsku. Na terenie obozu wygłaszał odczyty dla innych osadzonych jeńców. Wiosną 1940 został zamordowany przez funkcjonariuszy NKWD w Charkowie i pogrzebany w bezimiennej, zbiorowej mogile w Piatichatkach, gdzie od 17 czerwca 2000 mieści się oficjalnie Cmentarz Ofiar Totalitaryzmu w Charkowie. Figuruje na Liście Starobielskiej NKWD pod poz. 2582.
5 października 2007 minister obrony narodowej Aleksander Szczygło – decyzją nr 439/MON – mianował go pośmiertnie na stopień kapitana. Awans został ogłoszony 9 listopada 2007 w Warszawie, w trakcie uroczystości „Katyń Pamiętamy – Uczcijmy Pamięć Bohaterów”.

## Upamiętnienie
Upamiętnia go Dąb Pamięci zasadzony w jego rodzinnej Bochni przy drodze KN2. Poświęcono mu również materiał multimedialny z cyklu „Epitafia katyńskie”, opracowany przez Media Kontakt i Radę Ochrony Pamięci Walk i Męczeństwa.

## Publikacje
- Index nominum et rerum quorum in volumine primo catalogi codicum manu scriptorum Musei Principum Czartoryski Cracoviensis mentio fit (1928)
- Laskowski Otto: Grunwald: recenzja (1930)
- Polonica zagranicą: kraje naddunajskie (1930, współautor: Jan Dąbrowski)
- Index Nominum Et Rerum Quorum in Volumine Secundo Catalogi Codicum Manu Scriptorum Musei Principum Czartoryski Cracoviensis Mentio Fit (1931)
- Catalogus codicum manu scriptorum Musei principum Czartoryski Cracoviensis: Index nominum et rerum ; [2]., Tomy 2-3 (1931)
- Bibliografia prac profesora dr Wacława Sobieskiego (1932)[13]
- Progranicze południowe i południowo-zachodnie (1936)
- Tragiczny zgon Mikołaja II księcia opolskiego (1938)[14]

## Odznaczenia
- Krzyż Walecznych